# 未来少女ゼノン
『未来少女ゼノン』（Zenon: Girl of the 21st Century) は、1999年にアメリカで放送されたテレビ映画。

## あらすじ
物語の舞台は2049年、13歳の少女ゼノンを主人公に、その活躍を描く。

## キャスト
| キャラクター               | 俳優                   | 日本語吹替 |
| -------------------------- | ---------------------- | ---------- |
| ゼノン・カー               | キルステン・ストームズ | 米丘ゆり   |
| ネビュラ・ウェイド         | レイヴン・シモーネ     | 内藤愛美   |
| リンクス                   | ダニエル・フレイザー   | 小橋川恵   |
| レオ                       | ニール・デニス         | 清水佑樹   |
| アキラ                     | ブレア・スレイター     | 伊藤隆大   |
| エドワード・プランク司令官 | スチュアート・パンキン |            |
| マージー・ハモンド         | ローレン・モルトビー   |            |

- その他の声の吹き替え：横堀悦夫、唐沢潤、楠見尚己、小野未喜、牛山茂、名越志保、小出達也、清水万里江、富岡謙治、其田健太郎

## 日本語版制作スタッフ
- 演出：壺井正
- 翻訳：細川直子
- 録音制作：グロービジョン
- 日本語版制作：DISNEY CHARACTER VOICES INTERNATIONAL, INC.

## 作品の評価
映画批評集積サイトのRotten Tomatoesでは観客支持率は62%となっている。